# 1997 UD25
1997 UD25 är en asteroid i huvudbältet som upptäcktes den 27 oktober 1997 av den japanska astronomen Satoru Otomo i Kiyosato.
Asteroiden har en diameter på ungefär 7 kilometer och den tillhör asteroidgruppen Koronis.